# تترا مشع
تترا مشع (باللاتينية: hyphessobrycon gracilis)، (بالإنجليزية: Glowlight tetra) تنتمي لعائلة كارسيدي خراقينية، هي سمكة زينة من فصيلة التترا.هي سمكة استوائية صغيرة من نهر إيسيكويبو، غيانا، أمريكا الجنوبية. لونها فضي ويمتد شريط برتقالي قزحي لامع إلى أحمر من خطمها إلى قاعدة ذيلها  هي سمكة مسالمة تعيش في مجموعات صغيرة. وهي أكبر من سمكة التترا النيون، ومزاجها المسالم يجعلها سمكة مثالية وشائعة في أحواض الأسماك المجتمعية من الاسماك التي تربي ب الاحواض لكنها نادرة الاهتمام ب الدول العربية  صل طولها إلى 4-5 سم (1.6-2.0 بوصة)، وهي أكبر حجمًا بشكل ملحوظ من أسماك النيون والكاردينال  يتراوح عمرها بين سنتين وأربع سنوات
تفضل حرارة 22-28